# Beberich

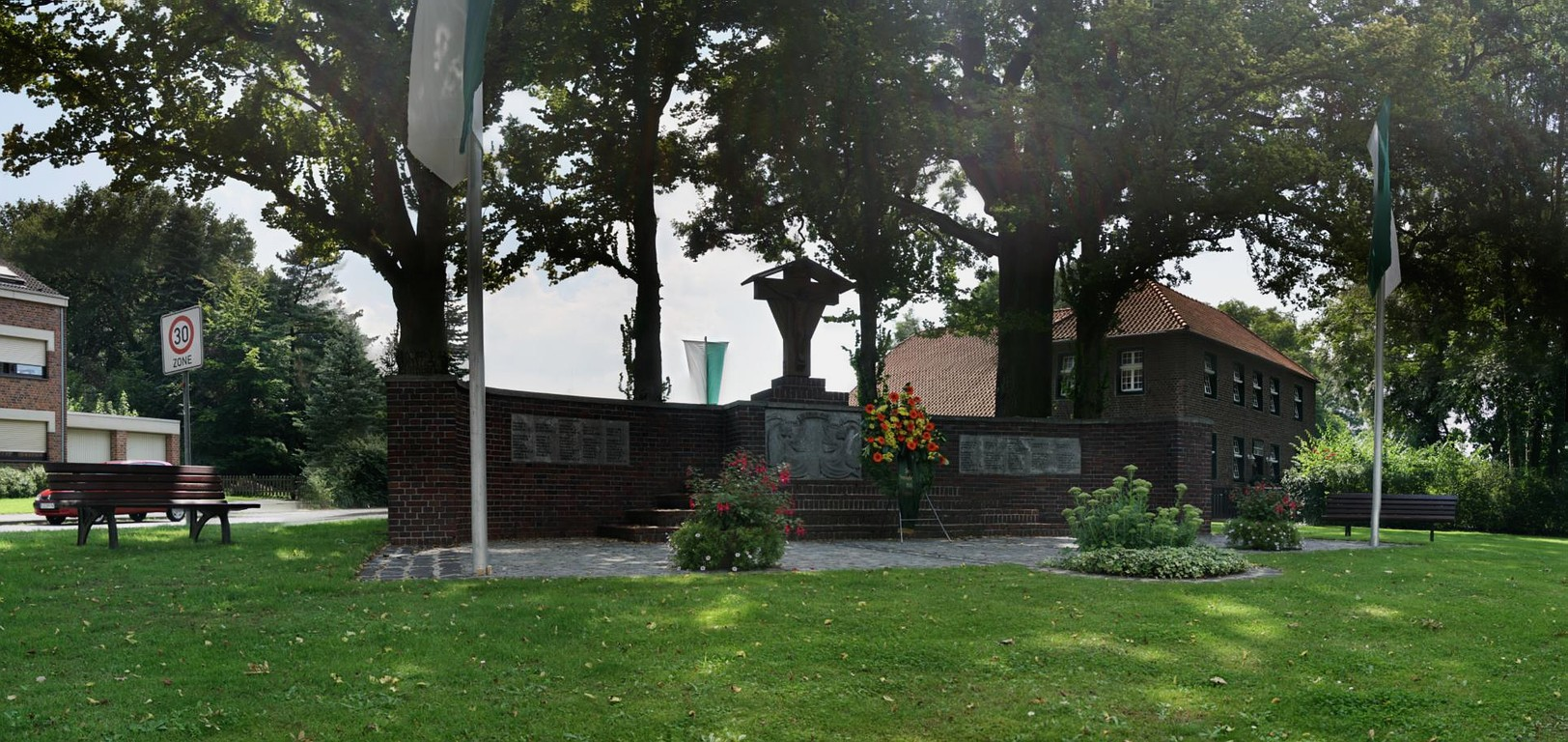
Ehrenmal in Oberbeberich

Beberich ist ein südlicher Ortsteil der Stadt Viersen (Alt-Viersen), der an die Ortsteile Bockert, Hamm, Hoser, Rintgen und Ummer grenzt. Dort leben ungefähr 4500 Menschen. Beberich ist ländlich geprägt, nur in den südlich gelegenen Wald/Wiesen und Feldregion grenzt der Ortsteil an die Stadt Mönchengladbach (Stadtteil Windberg) in Höhe der Autobahn A52.
Der Hammer Bach entspringt (heute unterirdisch) am Rand der Bockerter Heide und speist den Bebericher Weiher, der zudem noch mehrere unterirdische Quellen besitzt. Der Bach fließt in Richtung des Ortsteils Hamm nach Osten ab und mündet später in die Niers. Beberich wird heute noch durch eine Anhöhe und einen Wald, den Plenzenbusch, in Ober- und Unterbeberich geteilt.
Der Ortsteil war früher eine Honnschaft, die erst mit Beginn der Industriellen Revolution mit anderen Honnschaften zusammenwuchs.

## Vereinswesen
Aus vergangener Notwendigkeit stammt das Schützenwesen, um den abgelegenen Ort vor räuberischen Banden oder vagabundierenden einstigen Soldaten zu beschützen. Daraus erwuchs ein Vereinsleben, das sich stark im Bereich der Brauchtumspflege engagiert. Hierzu gehören u. a. ein aktives Bruderschaftswesen mit der St. Hubertus-Bruderschaft Viersen-Oberbeberich 1893 e. V. in Oberbeberich und der St. Remigius Bruderschaft in Unterbeberich. Alljährlicher Höhepunkt des Vereinslebens ist das große Schützenfest der St. Hubertus-Bruderschaft, das jährlich am jeweils zweiten August-Wochenende stattfindet.
Es gibt drei St. Martinsvereine in Berliner Höhe, Oberbeberich und Unterbeberich.
Zudem gibt es auf der Berliner Höhe den Verein „Strassengemeinschaft Berliner Höhe e. V.“, der sich seit 1993 um die Belange der Berliner Höhe und der umliegenden Straßen in Beberich kümmert.
Der Fußballverein Blau-Weiß Concordia Viersen 07/24 ist in Beberich, Bockert, Hoser und Helenabrunn beheimatet. Der Viersener Tennis- und Hockeyclub betreibt seine Anlage mit mehreren Tennisplätzen und einem Kunstrasenplatz für die Hockeymannschaften ebenfalls in Beberich.

## Religion
1891 teilte die katholische Kirche den Ortsteil auf. Unterbeberich gehörte fortan zur Pfarre St. Josef Rintgen, Oberbeberich zur Pfarre St. Peter Bockert.
Heute gehören diese ehemals selbstständigen Pfarreien und damit der gesamte Ortsteil zur Großgemeinde St. Remigius Viersen.

## Handel und Wirtschaft
Durch die ländliche Lage bedingt gibt es mehrere landwirtschaftliche Betriebe. Auch einige Handwerksbetriebe sind im Beberich zu Hause. Im Randgebiet zur Innenstadt befindet sich das Industriegebiet Greefsallee. Früher gingen vom Beberich die bekannten Wundertüten in alle Welt.

## Infrastruktur

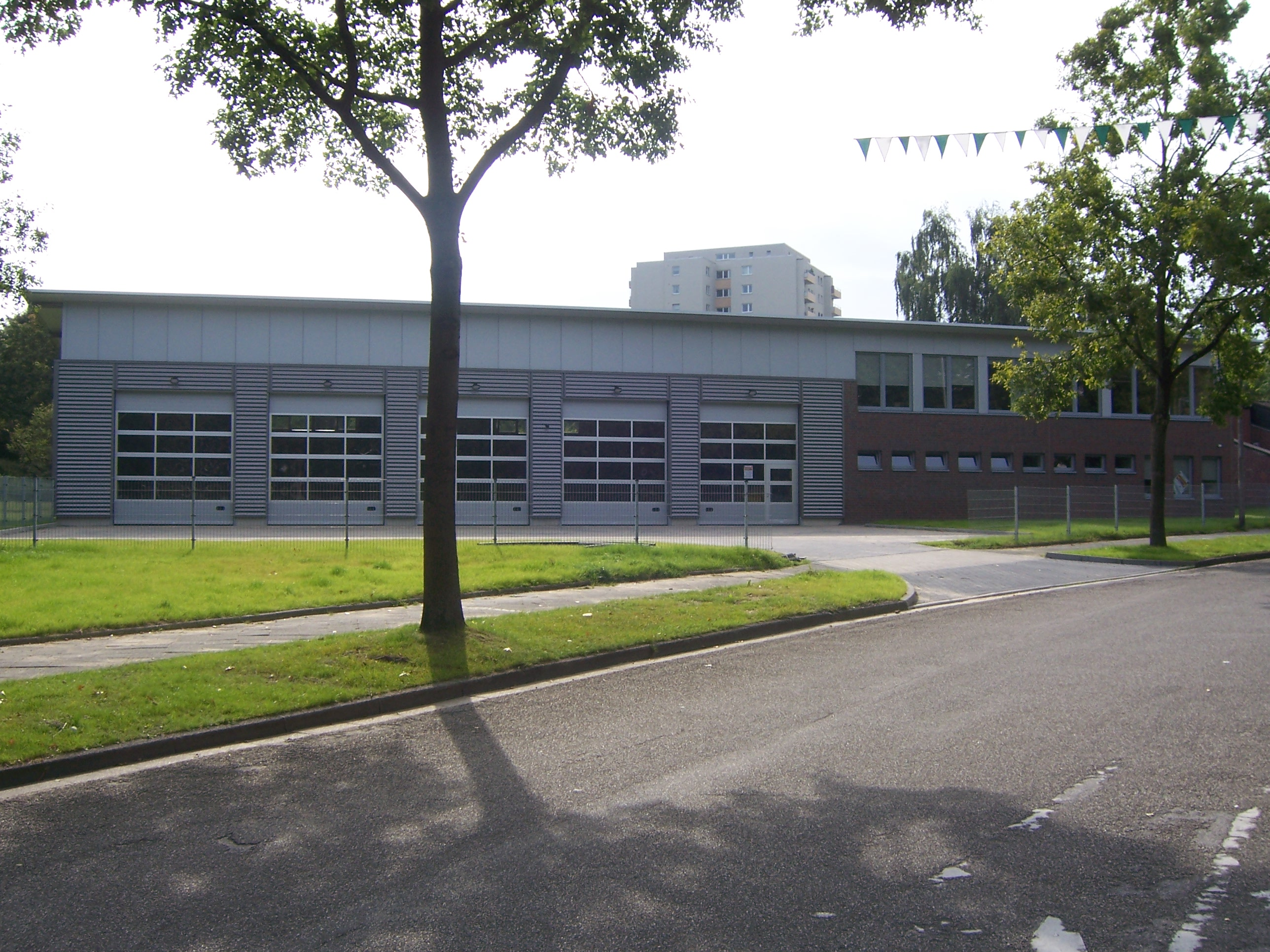
Neues Feuerwehrhaus Viersen-Süd

Auf dem Gebiet des Ortsteils befindet sich die Sportanlage Beberich mit einem Aschenplatz, einer Mehrzweckturnhalle, einem Bouleplatz und dem Vereinsheim der St. Hubertus-Bruderschaft.
Zwei Kindergärten sowie das Feuerwehrhaus der Löschgruppen Hoser und Helenabrunn der Freiwilligen Feuerwehr gehören zu den öffentlichen Einrichtungen des Viersener Ortsteils.